# Eopachylus ignotus
Eopachylus ignotus is een hooiwagen uit de familie Gonyleptidae.